# 나이트 오브 컵스
나이트 오브 컵스(Knight of Cups)는 테런스 맬릭이 감독과 각본을 맡고 니콜러스 곤다, 세라 그린이 제작을 맡은 2015년에 개봉한 미국의 로맨틱 판타지 드라마 영화이다. 2012년 전체적인 줄거리가 완성되지 않은 상태로 촬영을 시작했다. 후반 제작 기간만 2년을 사용했다. 배급사들은 2015년에 개봉하기로 결정하였다. 2015년 2월에 열린 제65회 베를린 국제 영화제 주요 경쟁 부문작으로서 첫 시사회를 하였다.
영화 제목은 타로 카드에서의 컵의 기사에서 붙여졌다.

## 줄거리
영화는 성공한 시나리오 작가 릭이 로스앤젤레스와 라스베이거스를 배경으로 펼치는 여정을 따라간다. 릭은 형제의 죽음과 다른 형제의 불우한 상황에 괴로워하며, 할리우드의 향락에 빠져 일시적인 위안을 찾는다. 그는 여러 여성들과의 만남을 통해 공허함을 달래려 하고, 이러한 관계들을 통해 세상에서 자신의 자리를 찾으려 노력한다.
영화는 총 8개의 장으로 나뉘어져 있으며, 각 장은 타로 카드의 주요 아르카나 카드 이름으로 명명되어 있다. 각 장은 릭이 삶 속의 특정한 인물들과 맺는 관계를 중심으로 전개된다. 첫 번째 장 "달"에서는 반항적인 젊은 여성 델라, 두 번째 장 "매달린 남자"에서는 그의 형 베리와 아버지 조셉, 세 번째 장 "은둔자"에서는 부도덕한 바람둥이 토니오, 네 번째 장 "심판"에서는 의사인 전처 낸시, 다섯 번째 장 "탑"에서는 차분한 모델 헬렌, 여섯 번째 장 "여사제"에서는 활발하고 장난기 넘치는 스트리퍼 카렌, 일곱 번째 장 "죽음"에서는 관계를 맺고 아이를 임신하게 되는 유부녀 엘리자베스, 그리고 마지막 장 "자유"에서는 그에게 나아갈 길을 제시해주는 순수한 여성 이사벨과의 관계를 보여준다. 마지막 장은 타로 카드 테마에서 벗어나 있으며, 영화는 릭의 의식의 흐름을 따라가며 그의 기억, 꿈, 현실 경험을 자유롭게 넘나든다.

## 캐스팅
- 크리스찬 베일 - 릭[7]
- 케이트 블란쳇 - 낸시
- 나탈리 포트만 - 엘리자베스
- 브라이언 데너히 - 조세프
- 안토니오 반데라스 - 토니오
- 프리다 핀토 - 헬렌
- 웨스 벤틀리 - 배리
- 이사벨 루카스 - 이사벨
- 테리사 파머 - 캐런[8]
- 이머전 푸츠 - 델라
- 아민 뮐러 스탈 - 자이틀린거 신부
- 제이슨 클라크
- 조 맹거넬로
- 요엘 킨나만
- 닉 오퍼먼
- 니키 웰런
- 카티아 빈테르 - 케이트
- 토머스 레넌 - 릭의 친구
- 시어 위검
- 마이클 윈콧 - 허브
- 케빈 코리건 - 거스
- 라이언 오닐
- 벤 킹슬리 (목소리 출연)